# Hospital do Desterro
O Hospital de Nossa Senhora do Desterro foi um hospital público, localizado na Rua Nova do Desterro, na cidade de Lisboa, Portugal; funcionou entre 1591 e 2007.

## História

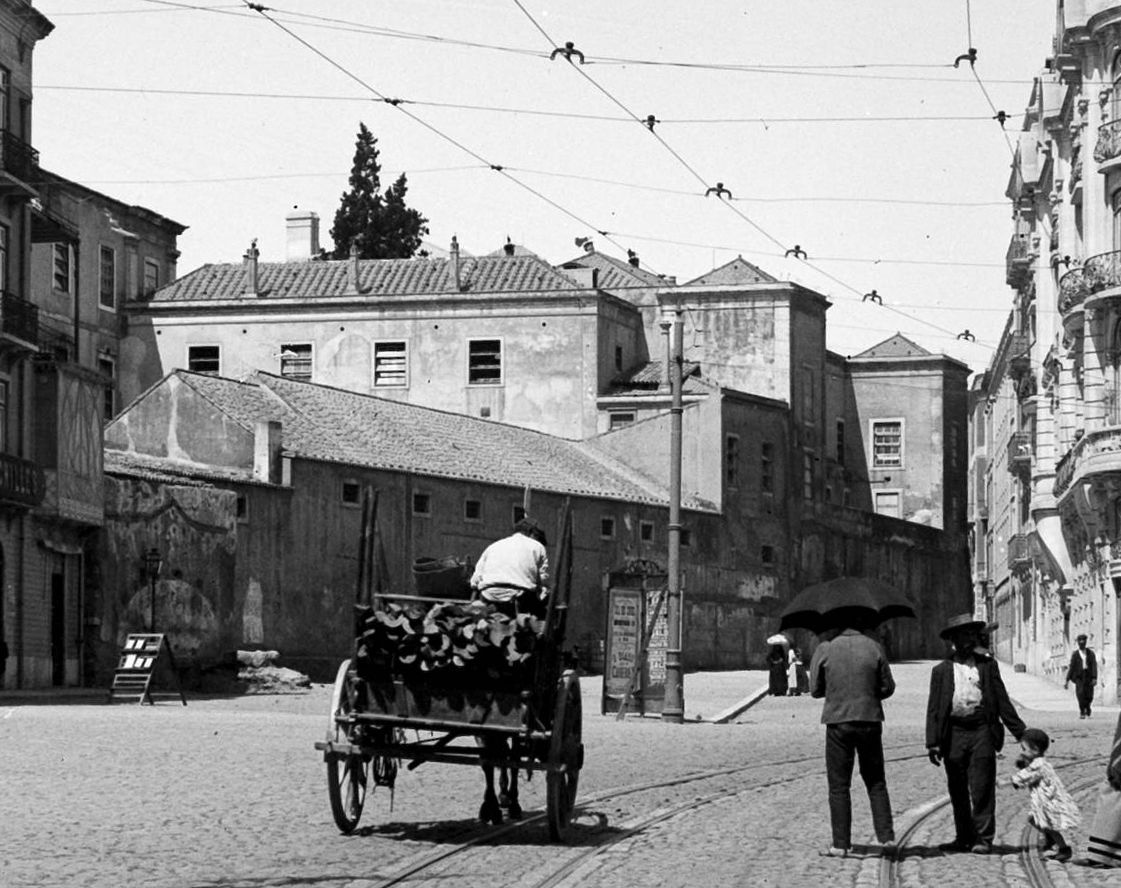
Hospital do Desterro visto da Rua da Palma, antes da demolição parcial que permitiu a ligação entre esta e a Avenida Almirante Reis.

O hospital localiza-se nas instalações do antigo Convento do Desterro, fundado a 8 de Abril de 1591, sob a responsabilidade da congregação de São Bernardo. 

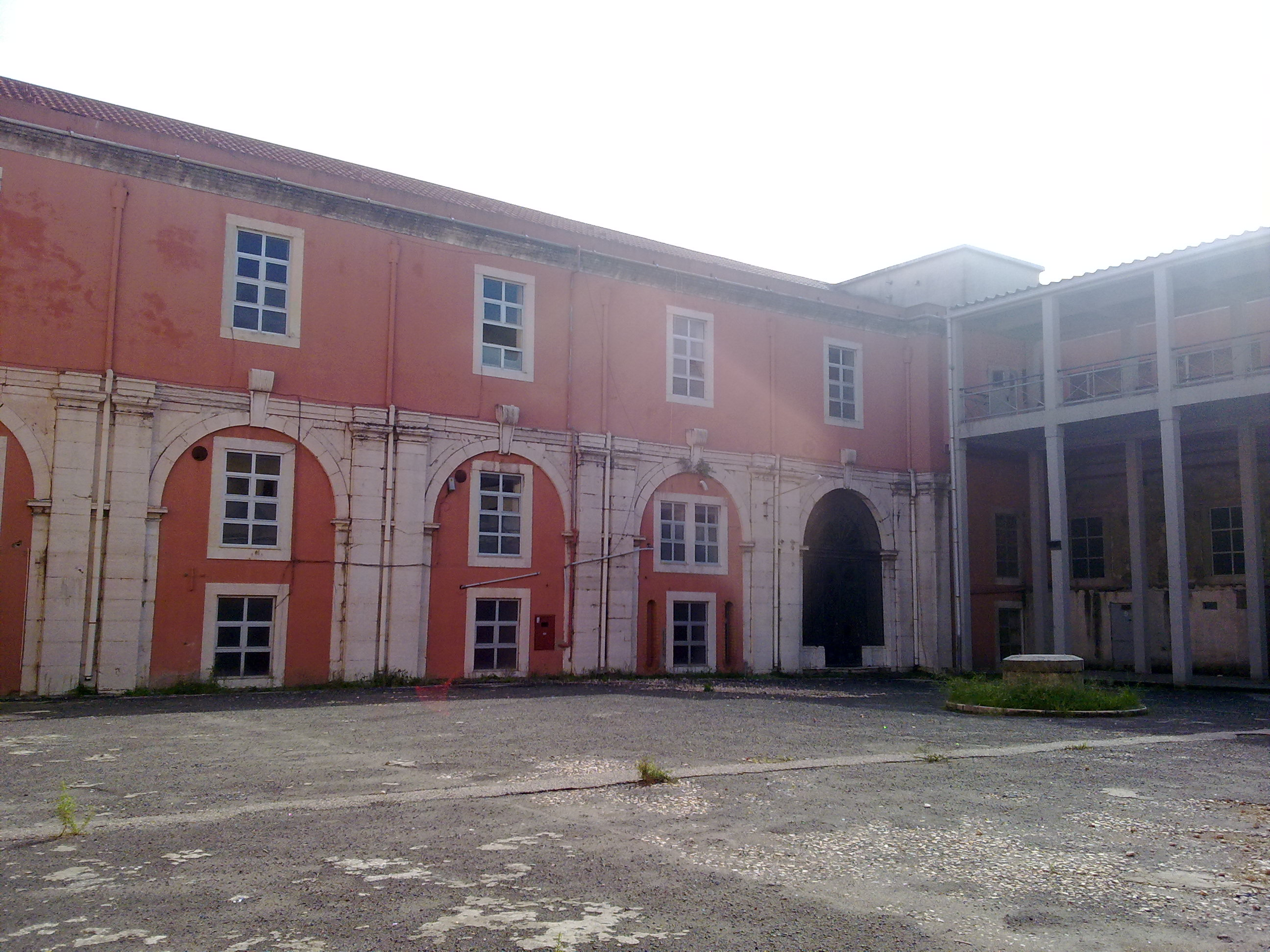
Pátio do Hospital do Desterro, antigo Claustro do Convento.

Foi reconhecido oficialmente como anexo ao Hospital de São José em 1856. Apesar disso, desde cedo desempenhou funções hospitalares.
Assim, em 1750, após o incêndio no Hospital Real de Todos os Santos, os doentes que aí se encontravam foram deslocados para o então convento do Desterro e os frades nele residentes deslocados para o Palácio dos Arcebispos de Lisboa. 
Em 1755 foi parcialmente destruido pelo terramoto, restando do edifício original e os mármores do seu interior. Após a reconstrução e até 1816 albergou monjas da Ordem de Cister.
Em Setembro 1797, é criado por alvará o Hospital da Marinha que funcionou no convento do Desterro até 1806, altura em que foram inauguradas as instalações no Campo de Santa Clara, que funcionariam até à sua desactivação em 2013.
Em 1814 o Colégio dos Meninos Órfãos (fundado em 1273 pela rainha D. Beatriz, esposa de D. Afonso III) foi anexado à Real Casa Pia, passando ambas as instituições funcionar nas instalações do convento do Desterro.
Durante umas décadas o Convento do Desterro funcionou ainda como quartel até ser anexado ao Hospital de São José, em meados do século XIX, passando a ser oficialmente designado Hospital do Desterro.
Desde 1999 (Decreto-lei n.º 284/99, de 27 de Abril) o Hospital do Desterro passou a fazer parte do mais antigo grupo hospitalar do país, o grupo hospitalar dos hospitais civis de Lisboa.
Em 2003, de acordo com a Portaria n.º 115-A/2004, de 30 de Janeiro, passou a integrar o Centro Hospitalar de Lisboa - Zona Central, constituído adicionalmente pelo Hospital de São José e Hospital Santo António dos Capuchos.

## Especialidades

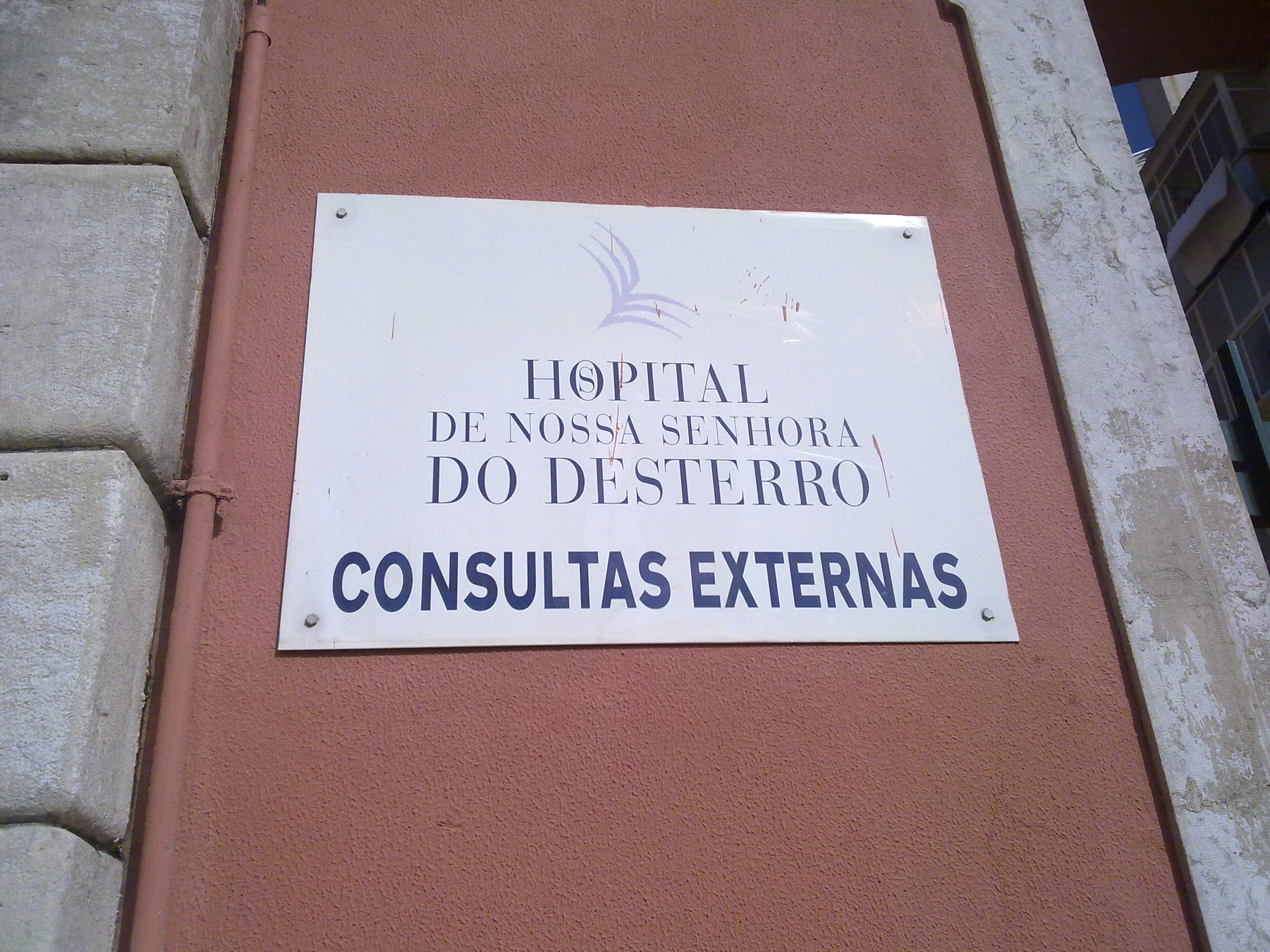
Placa identificativa das consultas externas do Hospital do Desterro.

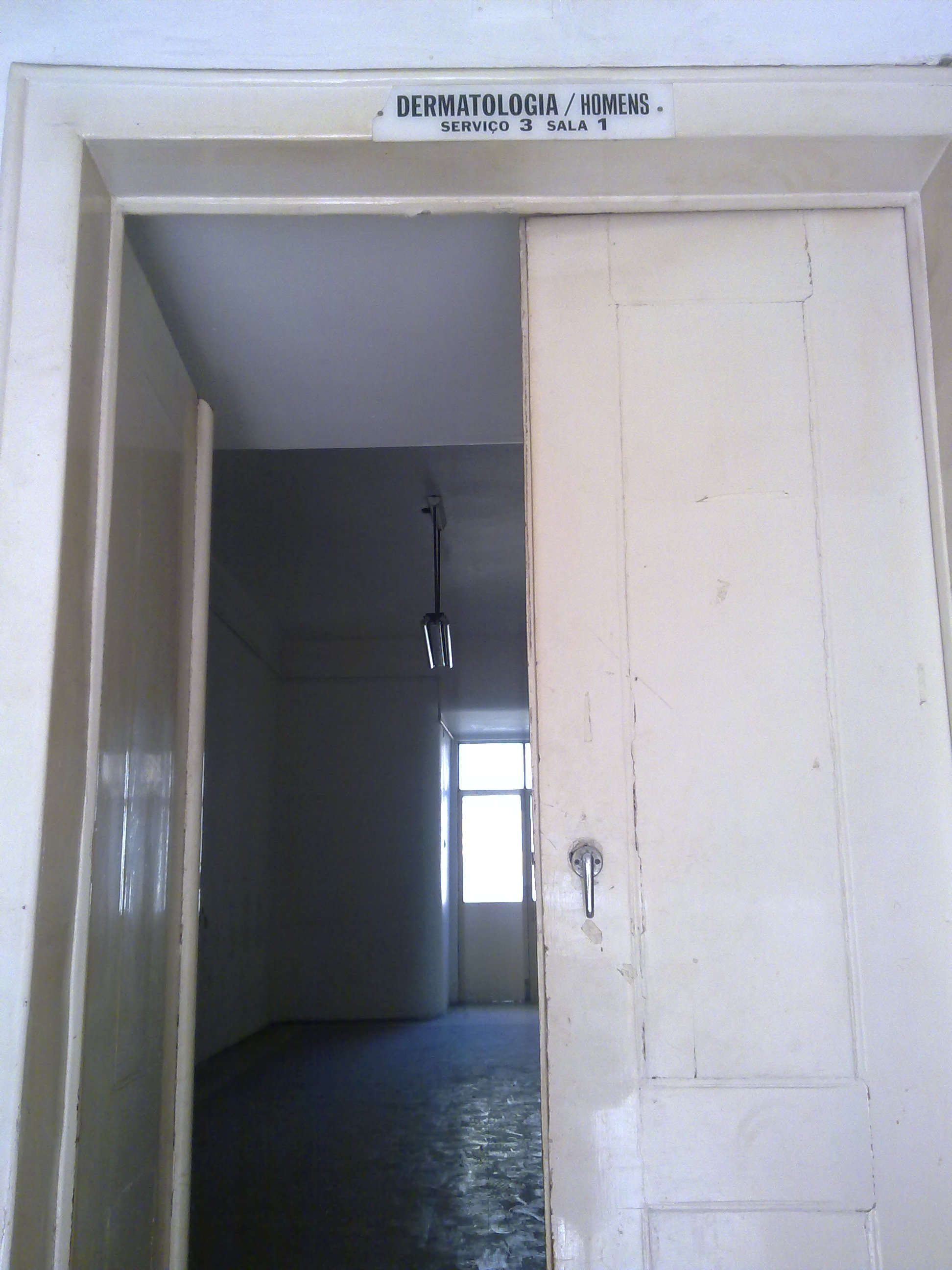
Entrada do sector de Homens do Serviço de Dermatologia do Hospital do Desterro.

Este hospital foi particularmente notável na disciplina de dermatovenereologia, em que se distinguiram Tomás de Melo Breyner (1897-1933) e Luís Sá Penella (1933-1955), na consulta de venereologia. Assim, foi no Hospital do Desterro que, em 1897 foi criada a primeira consulta de venereologia do país por Tomás de Melo Breyner, na altura designada consulta de "Moléstias Syphiliticas e Venéreas". 
A riqueza do espólio deste consulta levou à constituição de um museu de dermatologia em 1955 numa das salas do Hospital do Desterro, designado Museu Sá Penella. O encerramento do hospital levou à transferência do serviço de dermatologia e do museu de dermatologia para o Hospital Santo António dos Capuchos. O espólio do museu encontra-se exposto no Salão Nobre, passível de ser visitado pelo público.
Foi ainda neste hospital que surgiu a primeira consulta de urologia do país em 1902, pela mão de Artur Ravara. Já a primeira enfermaria de urologia terá sido criada em 1923 no Hospital de São José, onde funcionou durante cinquenta anos, até ser transferida para o Hospital do Desterro em 1973. Com o encerramento deste hospital, em 2007, o serviço de urologia retornou ao Hospital de São José.
Para além das consultas de dermatovenereologia e urologia, o Hospital do Desterro possuía ainda serviços de medicina interna (transferido para o Hospital de São José), cirurgia geral (transferido para o Hospital Santo António dos Capuchos), Unidade de Cuidados Intensivos (transferido para o Hospital de São José) e serviços de Imagiologia e Patologia Clínica.
O Hospital do Desterro foi encerrado em 2007, após 150 anos ao serviço dos cidadãos. A partir daí funciona como parque de estacionamento para moradores e funcionarios do Centro Hospitalar Lisboa Central.

## Futuro
Em 2015, foi anunciado na imprensa que o antigo hospital abrirá portas como “centro experimental aberto para o mundo”, na primavera de 2016. O promotor, a Mainside − que tem no currículo projetos como a LxFactory e a Pensão Amor − está a reabilitar o edifício e projeta um novo conceito de alojamento, inspirado nas celas monásticas, e um centro de medicinas alternativas, que incluirá uma biblioterapia para “ajudar à cura” através dos livros. Deverá abrir portas, por fases, como espaço multifunções “aberto para o mundo”, onde hotelaria, restauração, saúde e comércio se vão conjugar.